# ذرة (جنس)
الذُرَة أو الدُخْن الهِندي أو الذُرة العويجة أو حِنطة السودان أو حشيشة السودان أو السورجم (الاسم العلمي: Sorghum)، جنس نباتي من الفصيلة النجيلية. وهو جنس من الأعشاب يضم قرابة 30 نوع تحصد على شكل حبوب وتستخدم علفًا للحيوانات وخصوصاً للدواجن. تنمو أنواع هذا النبات في المناطق الدافئة حيث يعود موطنه الأصلي إلى المناطق الاستوائية والشبه استوائية في العالم القديم مع وجود نوع واحد منه واطن في المكسيك. تتبع الذرة القبيلة السفوناوية، نفس قبيلة قصب السكر والسفون.

## من أنواعه
- حشيشة الفرس (باللاتينية: Sorghum halepense)
- الذرة البيضاء (باللاتينية: Sorghum bicolor)
- الذرة القصبية (باللاتينية: Sorghum arundinaceum)
- الذرة البيضاء التجارية